# Renata Moreschi
Renata Moreschi (3 maggio 1944) è un'ex cestista italiana.

## Carriera
Con l'Italia ha disputato i Campionati europei del 1964.